# Острувский повет (Мазовецкое воеводство)
Острувский повет (пол. Powiat ostrowski) — повет (район) в Польше, входит как административная единица в Мазовецкое воеводство. Центр повета — город Острув-Мазовецка. Занимает площадь 1218,06 км². Население — 74 683 человека (на 2013 год).

## Административное деление
- города: Острув-Мазовецка, Брок
- городские гмины: Острув-Мазовецка
- городско-сельские гмины: Гмина Брок
- сельские гмины: Гмина Анджеево, Гмина Богуты-Пянки, Гмина Малкиня-Гурна, Гмина Нур, Гмина Острув-Мазовецка, Гмина Стары-Люботынь, Гмина Шульбоже-Вельке, Гмина Вонсево, Гмина Зарембы-Косцельне

## Демография
Население повета дано на 2013 год.
| Перепись            | Всего  | Мужчины | Женщины |
| ------------------- | ------ | ------- | ------- |
| Всего               | 74 683 | 37 045  | 37 638  |
| Городское население | 24 773 | 11 935  | 12 838  |
| Сельское население  | 49 910 | 25 110  | 24 800  |